# Bewährungsbataillon

Un Bewährungsbataillon (en français bataillon disciplinaire), également appelé dans le langage courant Strafbataillon (en français bataillon de punition) est une unité disciplinaire de l'armée allemande pendant la Seconde Guerre mondiale, composée à partir de 1941 de soldats condamnés et affectés au front, en première ligne, et mis à l'épreuve du combat. Ces bataillons punitifs regroupent des combattants des trois armes, mais également, dans le cas du groupe disciplinaire 999, institué en 1942, de civils jugés « indignes du service armé ».

## Sections spéciales
La Wehrmacht se constitue dès l'origine en tirant les leçons de la révolution de novembre 1918, avec l'intention d'éloigner de la troupe les éléments perturbateurs et les fauteurs de trouble potentiels. La loi de défense du 21 mai 1935 exclut donc comme indignes du service armé tous ceux qui ont été condamnés pour activité dirigée contre l'État. Les « éléments posant un problème de discipline », s'ils sont de fait aptes au service des armes, peuvent représenter un danger pour la troupe et sont donc transférés à partir de 1936 dans des « sections spéciales ». Le ministre de la guerre du Reich, Werner von Blomberg, annonce le 25 mai 1936 la mise en place d'unités spécifiques, les « Lagerformationen » en allemand, qui entrent en service dès octobre 1936.
Six sections spéciales existent avant la guerre, et leur but déclaré est « d'amener les internés à une juste représentation de leur engagement envers l’État et le peuple, pour les former en soldats consciencieux, ordonnés, préoccupés de leur devoir et de leur honneur ». La rééducation passe par les travaux les plus difficiles, des restrictions de sortie et de permission, comme par une « assistance sociale infatigable ». Ceux qui s'adaptent à ce traitement sont affectés à des unités régulières, mais ceux qui par « malveillance » s'y opposent sont parfois transférés au camp de concentration de Sachsenhausen. On estime que 3 000  à   6 000 soldats de la Wehrmacht transitent par ces sections spéciales avant la guerre, et que 320 sont relégués au camp de concentration en tant que « parasites irrécupérables ».
Ces sections spéciales sont dissoutes au début de la guerre, mais bientôt remplacées par les « bataillons spéciaux de campagne », au régime particulièrement strict. Le besoin en hommes croît au cours de la guerre, si bien qu'à côté des soldats condamnés par les tribunaux militaires, ceux jugés « indignes du service armé » sont également envoyés au front, comme mise à l'épreuve.

## Le bataillon disciplinaire 500
Le Führererlass du 21 décembre 1940 précise qu'un soldat déjà condamné peut « après avoir purgé une partie de sa peine, […] être affecté à une troupe spécifique à des fins de mise à l'épreuve devant l'ennemi ». Cette troupe probatoire n'a cependant « en aucun cas le caractère d'une troupe disciplinaire ». Après avril 1941, des soldats condamnés, incarcérés, certains d'entre eux condamnés à mort, sont jugés aptes au service et réintègrent la troupe. Les soldats du bataillon disciplinaire doivent témoigner d'une « bravoure exceptionnelle » lors d'engagements dangereux au front, car la menace plane toujours de l'exécution de la peine commuée, voire du transfert au camp Emslandlager, ou vers une unité punitive.
27 000 soldats mis à l'épreuve servent au bataillon 500 (de) pendant la guerre. Ils sont surveillés et commandés par des officiers, sous-officiers et soldats choisis avec soin, qui comptent pour un quart de l'effectif total. La pression exercée sur les soldats, qui eux-mêmes entretiennent une émulation au combat, fait de cette troupe une unité très efficace dans l'engagement, mais dont les pertes sont cependant exceptionnelles. Elle est engagée sur le front oriental et sur le front français.
Une unité poursuivant le même but existe à partir de 1943 au sein de la Waffen-SS, le SS-Fallschirmjäger-Bataillon 500. 

## Les sections disciplinaires de campagne
Le 2 avril 1942, un nouveau Führer-Erlass procède « au réaménagement de l'exécution des peines dans la Wehrmacht ». Il vise les « éléments inconsistants » tentés, en purgeant une peine disciplinaire, de se soustraire à l'engagement sur le front.
Trois sections disciplinaires de campagne, comprenant chacune 200 soldats, sont créées à partir de mai 1942, à Glatz, Germersheim et Anklam, et regroupent des soldats condamnés par les tribunaux militaires à des peines de détention supérieures à trois mois. 22 sections disciplinaires de campagne, comprenant de 4 à 6 compagnies, existent ainsi jusqu'en 1945, regroupant jusqu'à 20 000 soldats.
Le service - sans port d'armes - consiste en « les travaux les plus durs, dans les circonstances les plus dangereuses » sur le front de l'est, notamment la construction de bunkers et de positions, le déminage et l'inhumation des cadavres.

## Le groupe disciplinaire 999
Le groupe disciplinaire 999 est constitué de civils qui, détenus en prison ou en centre de correction, avaient été considérés indignes du service des armes, mais dont on a cependant un besoin urgent à partir d'octobre 1942. On leur laisse entrevoir la possibilité « de faire disparaître la tache honteuse sur votre honneur, par un engagement d'un courage exemplaire devant l'ennemi, et ainsi de devenir des citoyens et soldats à part entière », comme on les menace d'une exécution complète de leur peine « sans prise en compte du temps de guerre pour la durée de la peine », ou bien d'un transfert en camp de concentration.
Un tiers de ces 28 000 soldats est composé de détenus politiques. Les sites de ces unités sont à Baumholder et Heuberg. Elles sont engagées tout d'abord en Afrique, plus tard en Union soviétique, et surtout comme troupe d'occupation en Grèce, et dans la lutte contre les partisans dans les Balkans. Quelques centaines de soldats du groupe disciplinaire 999 passent à l'ennemi et résistent contre l'occupant allemand.